# USS Phoenix (CL-46)
L'incrociatore leggero USS Phoenix (CL-46) fu la terza nave della United States Navy a portare questo nome dedicato alla città di Phoenix, capitale dell'Arizona. La nave, che faceva parte della classe Brooklyn, nel 1951 venne venduta all'Argentina e ribattezzata prima Diecisiete de Octubre (C-4) e poi General Belgrano.
La nave venne impostata sugli scali il 15 aprile 1935 negli stabilimenti della New York Shipbuilding Corporation di Camden nel New Jersey, e varata il 13 marzo 1938, madrina Dorothea Kays Moonan, è entrata in servizio al Philadelphia Navy Yard il 3 ottobre 1938 al comando del capitano John W. Rankin.

## Servizio
Dopo il viaggio inaugurale che la condusse a Port of Spain (Trinidad), Santos (Brasile), Buenos Aires (Argentina), Montevideo (Uruguay) e San Juan (Porto Rico), la nave fece ritorno a Filadelfia nel gennaio 1939.

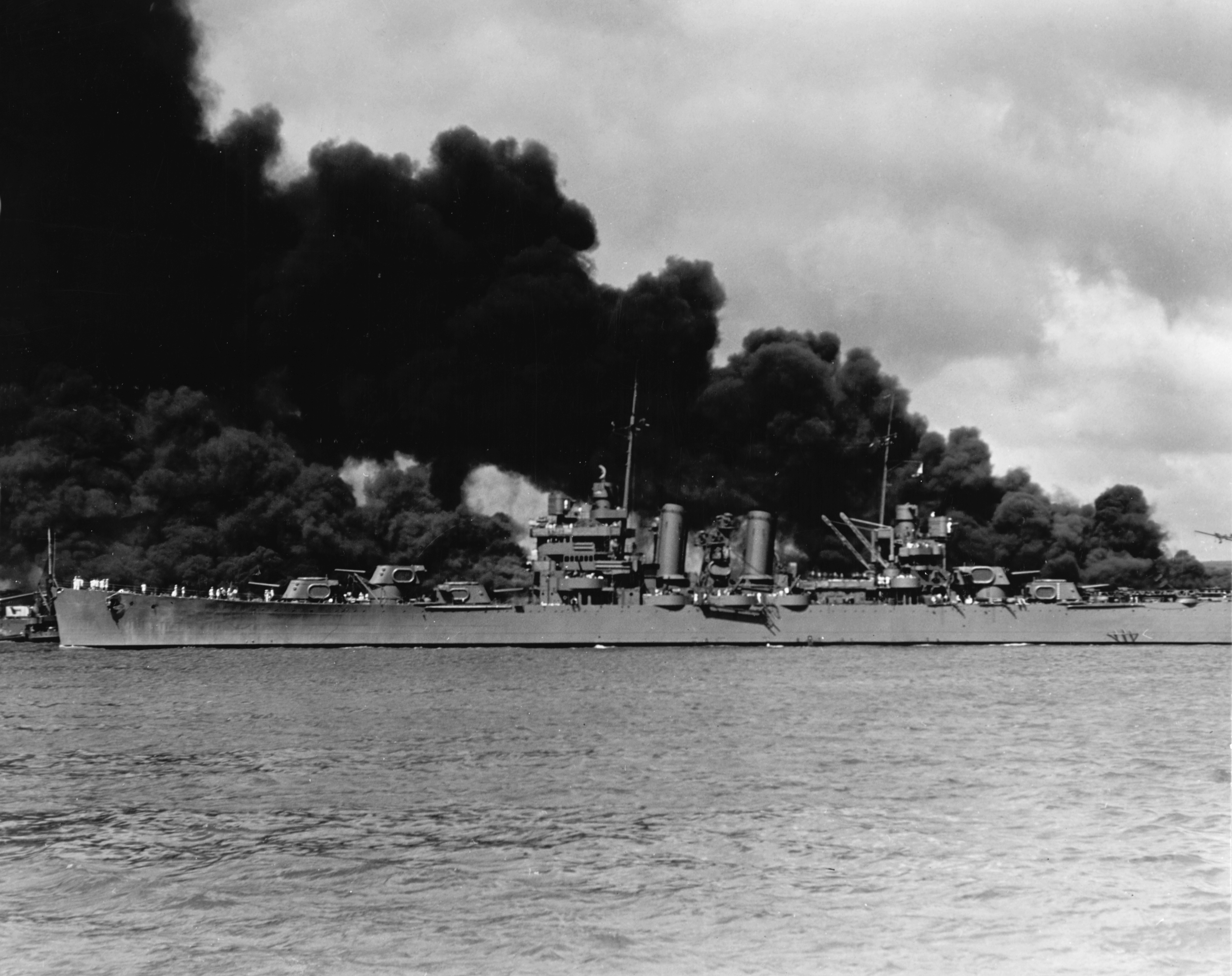
L'incrociatore Phoenix mentre passa di fronte alle navi da battaglia in fiamme a Pearl Harbor nel 1941

Il Phoenix operò al largo della costa occidentale e successivamente venne assegnato alla base di Pearl Harbor dove il fatidico mattino del 7 dicembre 1941 la trovò ancorata a sud est di Ford Island vicino alla nave ospedale Solace. Gli osservatori a bordo del Phoenix avvistarono l'arrivo degli aerei giapponesi poco prima di essere attaccati. Il Phoenix scampò illeso al disastro e poco dopo fece rotta per unirsi agli incrociatori leggeri St. Louis e Detroit e a diversi cacciatorpediniere in un'improvvisata task force che diede la caccia senza successo alle portaerei nemiche.
Il Phoenix scortò quindi il primo convoglio partito da Pearl Harbor per gli Stati Uniti dopo l'attacco e ritornò immediatamente con un altro convoglio. Dopo un mese di scorta convogli tra gli Stati Uniti e le Hawaii parti da San Francisco diretto verso Melbourne in Australia. Per un certo periodo operò nelle acque australiane scortando convogli truppe e spingendosi verso nord fino all'isola di Giava. Nel febbraio 1942 mentre si stava dirigendo verso Ceylon con un convoglio che includeva la nave appoggio idrovolanti Langley e la HMS Seawitch, le venne ordinato insieme a queste navi di lasciare il convoglio e dirigersi urgentemente verso Giava, dove i preziosi aeroplani imbarcati occorrevano per rallentare l'invasione giapponese delle Indie olandesi. Il Langley venne attaccato ed affondato da aerei giapponesi il 27 febbraio mentre la Seawitch scampò allo stesso fato solo perché era troppo lenta per tenere il passo della nave appoggio. Nei mesi seguenti il Phoenix pattugliò l'oceano indiano, scortò un convoglio verso Bombay e fu presente all'evacuazione di Giava.
Partì da Brisbane per essere revisionato nel Philadelphia Navy Yard nel luglio 1943, prima di trasportare il segretario di stato Cordell Hull a Casablanca. Venne assegnato alla 7th Fleet e salpò diretta verso il sud pacifico.
Il 26 dicembre, in compagnia dell'incrociatore leggero Nashville, bombardò l'area di Capo Gloucester distruggendo un'installazione costiera. Coprì gli sbarchi a terra e fornì fuoco di supporto contro i punti di resistenza nemici che non erano stati demoliti. Nella notte del 25-26 gennaio 1944 prese parte ad un raid notturno contro Madang e Alexishafen in Nuova Guinea, bombardando installazioni costiere.
Si diresse quindi verso le isole dell'Ammiragliato per supportare la 1ª divisione cavalleria in una missione di avanscoperta a Los Negros Island il 29 febbraio. Quando le truppe sbarcarono a terra dopo il bombardamento iniziale, la resistenza nemica fu così debole che non fu necessaria una ritirata e l'isola venne conquistata.

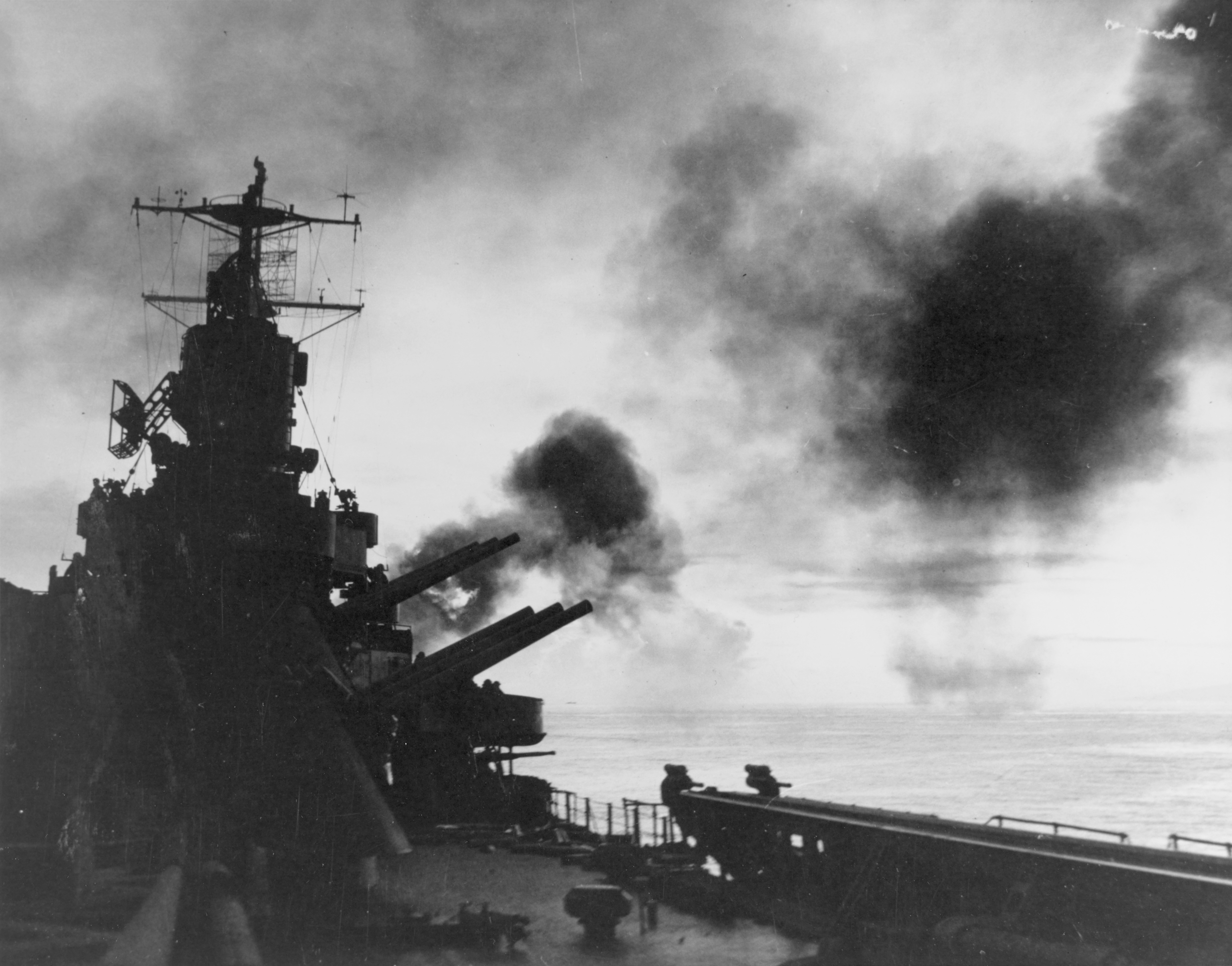
l'incrociatore Phoenix durante il bombardamento di Capo Gloucester nel dicembre 1943

Il 4 ed il 7 marzo 1944, insieme al Nashville e all'incrociatore pesante australiano Shropshire bombardò l'isola di Hauwei. I cannoni nemici installati sull'isola avevano minacciato le posizioni alleate nelle isole vicine, particolarmente a Manus e, sebbene il fuoco di risposta dalla spiaggia fu pesante, le batterie nemiche cessarono il fuoco quando i colpi degli incrociatori esplosero nelle loro vicinanze.
La successiva a cadere sotto un assalto anfibio fu Hollandia, in Nuova Guinea. Questo fu il più grande assalto anfibio mai svolto da truppe americane fino a quel momento ed a cui parteciparono 200 navi. Il Phoenix bombardò la costa della baia di Humboldt in prossimità della zona di sbarco delle truppe il 22 aprile e le supportò mentre consolidavano il terreno conquistato e si preparavano ad ulteriori attacchi lungo la costa nordoccidentale della grossa isola. La notte del 29-30 aprile bombardò aeroporti a Wakde e Sawar per neutralizzare il pericolo di attacchi aerei contro le postazioni conquistate dagli alleati in Nuova Guinea.
Il 17 maggio le truppe del generale Douglas MacArthur sbarcarono quindi ad Arare per conquistare aeroporti che supportassero ulteriori operazioni nella zona della Nuova Guinea. Questa testa di ponte venne successivamente estesa per includere l'isola di Wadke spostando le truppe da costa a costa. Il Phoenix bombardò l'area di Toem e scortò le truppe alla spiaggia di sbarco.
L'assalto anfibio proseguì sulla baia di Geelvink, sull'isola di Biak, dove MacArthur progettava di stabilire una base avanzata per bombardieri pesanti. Insieme al Nashville e all'incrociatore leggero Boise, il Phoenix si avventurò fuori dalla baia di Humboldt il 25 maggio e due giorni dopo appoggiò lo sbarco. La resistenza fu testarda, mentre la task force bombardava le installazioni costiere due dei cacciatorpediniere scorta furono colpiti da colpi di artiglieria delle batterie costiere, con due salve delle sue batterie da 127 mm il Phoenix le spazzò via.
IL 4 giugno al largo della costa occidentale della Nuova Guinea, otto bombardieri giapponesi attaccarono la task force del Phoenix, di cui due presero di mira il Phoenix. Sebbene mancati dal fuoco contraereo della nave, entrambi deviarono dalla loro rotta. Una delle loro bombe esplose comunque nelle vicinanze della nave uccidendo un uomo e ferendone quattro altri. Inoltre si formarono delle fessure sotto la linea di galleggiamento e rimasero danneggiate le eliche. La notte seguente venne attaccata da altri aerei, questa volta degli aerosiluranti, mentre stava attraversando lo stretto del Giappone tra Black Island e la Nuova Guinea, ma grazie al fuoco contraereo e tattiche evasive vennero prevenuti tutti i danni.
Il Phoenix e la sua task force frustrarono ogni tentativo nemico di rinforzare le guarnigioni nella notte dell'8-9 giugno. Quando entrarono a contatto con le navi americane, i cacciatorpediniere giapponesi invertirono la rotta e fuggirono così rapidamente che solo una squadra di cacciatorpediniere americani riuscì a portarsi a raggio di tiro. Dopo un inseguimento di tre ore la Phoenix e la sua nave sorella interruppero l'inseguimento.
Insieme al Boise e a dieci cacciatorpediniere il Phoenix uscì da Seeadler Harbor nelle isole dell'Ammiragliato e bombardò le difese costiere dell'isola di Noemfoor prima dello sbarco delle forze americane il 2 luglio.
Il 25 settembre 1944 Boise, Nashville, Shropshire, Phoenix e l'incrociatore pesante HMAS Australia si unirono per l'occupazione di Morotai nelle Molucche. Gli incrociatori bombardarono la vicina isola di Halmahera per proteggere lo sbarco e l'avanzata delle forze d'assalto, contro un'opposizione leggera.
L'attesa riconquista delle Filippine iniziò con gli sbarchi sull'isola di Leyte. Il Phoenix, aggregato al Close Covering Group, bombardò pesantemente le spiagge prima dello sbarco del 20 ottobre. Le sue batterie azzittirono un punto di resistenza nemico che bloccava l'avanzata di un battaglione del 19º reggimento di fanteria e continuarono a fornire un efficace fuoco di copertura.
Durante la Battaglia del Golfo di Leyte fece parte del gruppo dell'ammiraglio Jesse Oldendorf che annichilì la Japanese Southern Force nella battaglia dello Stretto di Surigao. Il Phoenix sparò quattro salve a traccianti e quando la quarta andò a segno aprì il fuoco con tutte le sue batterie da 152 mm; successivamente il bersaglio si rivelò essere la nave da battaglia giapponese Yamashiro che affondò dopo 27 minuti di fuoco concentrato della flotta americana. I giapponesi persero anche la nave da battaglia Fuso e tre cacciatorpediniere ed il giorno dopo aerei americani affondarono il pesantemente danneggiato incrociatore Mogami.
Successivamente il Phoenix pattugliò la bocca del golfo di Leyte per proteggere le posizioni alleate a riva. Il mattino del 1º novembre 1944 venne attaccato, insieme alle navi che l'accompagnavano, da dieci aerosiluranti giapponesi. Alle 09:45 il Phoenix aprì il fuoco e cinque minuti più tardi il cacciatorpediniere Claxton venne colpito da un aereo kamikaze. Praticamente nello stesso istante i colpi dei cannoni da 127 mm del Phoenix incendiarono un aereo, senza però riuscire ad impedire che questo si gettasse a tribordo del cacciatorpediniere Ammen. Alle 09:57, un aereo in rotta di lancio del suo siluro contro il Phoenix venne abbattuto dal fuoco delle mitragliatrici, ma pochi minuti dopo un bombardiere colpì un terzo cacciatorpediniere, il Killen.
Dopo una pausa di due ore e mezza arrivarono altri aerei kamikaze e alle 13:40 colpirono il cacciatorpediniere Abner Read. Gli aerei giapponesi attaccarono gli altri cacciatorpediniere mentre questi assistevano la nave che stava affondando, ma la Phoenix ne abbatté un altro.
Il Phoenix venne attaccato da aerei nemici il 5 dicembre e gli viene attribuito il merito di aver collaborato nell'abbattere due attaccanti. Cinque giorni dopo una squadra suicida tentò di schiantarsi contro la nave, ma venne abbattuta dal fuoco della contraerea da 40 mm a soli 100 metri di distanza.
Il 13 dicembre, mentre si dirigeva all'area di assalto al largo di Mindoro, fu costantemente attaccato da aerei kamikaze singoli. Quel giorno un kamikaze solitario colpì il vicino incrociatore Nashville. Il 15 dicembre un proiettile da 127 mm del Phoenix abbatté un aereo che si trovava a 8 km di distanza. La nave quindi fornì il consueto fuoco di supporto e copertura alle forze di sbarco durante gli scontri della battaglia di Mindoro. Questo diede agli alleati una base dal quale colpire le rotte di rifornimento che passavano dal mare della Cina del sud e di ammorbidire Luzon per il prossimo sbarco.
Mentre si trovava nel mare di Mindanao, in rotta per il golfo di Lingayen per partecipare all'invasione di Luzon, le vedette a bordo avvistarono il periscopio di un sommergibile in immersione, al largo dell'isola di Siquijor. Il sottomarino lanciò due torpedini che il Phoenix schivò. Il cacciatorpediniere Taylor costrinse il sottomarino ad emergere e lo speronò.
Vennero quindi Bataan e Corregidor, conquistate tra il 13 ed il 28 febbraio 1945. Dal 29 giugno al 7 luglio 1945 la Phoenix svolse missioni di sminamento a Balikpapan nel Borneo. La resistenza dalle batterie costiere era di solito pesante. Il fuoco d'artiglieria e le mine affondarono o danneggiarono 11 cacciamine. La Phoenix fornì fuoco di supporto agli sbarchi.
Mentre il Phoenix era in rotta per Pearl Harbor per essere sottoposto a revisione il Giappone capitolò. Si diresse verso casa ed il 6 settembre, quando raggiunse il Canale di Panama, si unì alla U.S. Atlantic Fleet. Venne spostato dal servizio attivo e messa in riserva a Filadelfia il 28 febbraio 1946.
Il Phoenix ottenne nove battle star per le sue azioni durante la seconda guerra mondiale.
| Elenco dei comandanti     | Elenco dei comandanti | Elenco dei comandanti | Elenco dei comandanti             |
| Nome                      | Grado                 | Grado finale          | Periodo                           |
| ------------------------- | --------------------- | --------------------- | --------------------------------- |
| John Wilkes Rankin        | Capitano              |                       | 3 ottobre 1938 - 3 giugno 1940    |
| Herman Edward Fisher      | Capitano              |                       | 3 giugno 1940 - 24 ottobre 1942   |
| Joseph Reasor Redman      | Capitano              | Retroammiraglio       | 24 ottobre 1942 - 2 marzo 1943    |
| Albert Gallatin Noble     | Capitano              | Ammiraglio            | 2 marzo 1943 - 8 marzo 1944       |
| Jack Harlan Duncan        | Capitano              | Retroammiraglio       | 8 marzo 1944 - 20 maggio 1945     |
| Harold Lincoln Challenger | Capitano              |                       | 20 maggio 1945 - 1º febbraio 1946 |
| Richmond Kenneth Kelly    | Capitano              |                       | 1º febbraio 1946 - 7 marzo 1946   |

## ARA General Belgrano
La nave venne radiata il 3 luglio 1946 e rimase a Filadelfia fino al 9 aprile 1951 quando venne venduta all'Argentina. Entrò in servizio nella marina argentina come Diecisiete de Octubre (C-4) il 17 ottobre 1951 e ribattezzata General Belgrano nel 1956. Nel 1982 venne affondata dal sottomarino britannico HMS Conqueror durante la guerra delle Falklands.